# Grand Gateway Shanghai
Il Grand Gateway Shanghai (in cinese: 港 汇 广场; pinyin: Gǎnghuì Guǎngchǎng) è un complesso costituito da due grattacieli gemelli situato nella zona di Xujiahui a Shanghai, in Cina. Progettato dallo studio Callison, gli edifici sono stati completati nel 2005.